# ホキシム
ホキシム（英: Phoxim）は、バイエルが開発した有機リン系殺虫剤である。

## 用途
殺ダニ剤やシロアリ駆除剤、木材保存剤として利用される。欧州連合では、2007年12月22日より農作物への使用が禁止された。獣医学の領域では殺ダニ剤や抗寄生虫薬として使用される。